# Six (Adelsgeschlecht)

Familienwappen der Six aus 1842

Das Geschlecht Six, Six van Hillegom sowie Six van Oterleek, war eine der politisch und kulturell bedeutendsten Amsterdamer Patrizierfamilien aus dem Goldenen Zeitalter.

## Historie
Ursprünglich war die Familie in den südlichen Niederlanden beheimatet. Stammherr ist Guillaume Six, ein wohlhabender Stofffärber in Armentières und Rijsel (Lille). Mit dem Fall von Antwerpen im Jahre 1585 oder 1586 übersiedelte dessen Sohn Charles Six († 1595), der Schöffe von Sint-Omaars war, nach Amsterdam. Andere Familienmitglieder wanderten nach Deutschland oder England aus, wo sie nach wie vor dasselbe Wappen wie die niederländischen Six führen. In Amsterdam gehörte die Familie der großen Gruppe der Emigranten an, die neue Impulse nach Holland brachten, verfügte aber schon über ein immenses Kapital. Auch in ihrer neuen Heimat wurde die Familie Six in der Tuch- und Seidenfärberei tätig. Charles hatte drei Kinder: Guillaume Six (1563–1619), Laken- und Seidenfärber, Stammherr der nachmaligen Six van Oterleek, Chrétienne Six (1566–1645), die den bedeutenden Arzt und Astronom Nicolaus Mulerius ehelichte, sowie Jean Six (1575–1617), ebenfalls Laken- und Seidenfärber und Stammherr der nachmals Six van Hillegom genannten Linie. Im Laufe des 17. Jahrhunderts, des Goldenen Zeitalters, vollzog sich in beiden Familienlinien der Wandel von der Handelstätigkeit zur politischen Tätigkeit sowie zum Mäzenatentum. Während die Linie zu Oterleek (Heeren van Oterleek en Laag-Teylingen) schon nach drei Generationen nach Haarlem verzog, sowie hernach in andere Teile Hollands, und zum Großteil als Beamte, Bürgermeister, Diplomaten und Minister im Staatsdienst stand, blieb die jüngere Linie der Hillegom der Stadt Amsterdam verbunden, in dessen Patriziat (siehe Regent von Amsterdam) sie Einzug fand, und der sie vier Bürgermeister, diverse städtische Regierungsmitglieder (Vroedschap, Schepen) stellte. Kulturhistorisch trat die Familie Six ebenfalls in Erscheinung, da deren Mitglieder seit dem 17. Jahrhundert als bedeutende Mäzene und Kunstsammler tätig sind. Einige Familienmitglieder wurden durch Rembrandt van Rijn, Gerard ter Borch und Govaert Flinck gemalt.

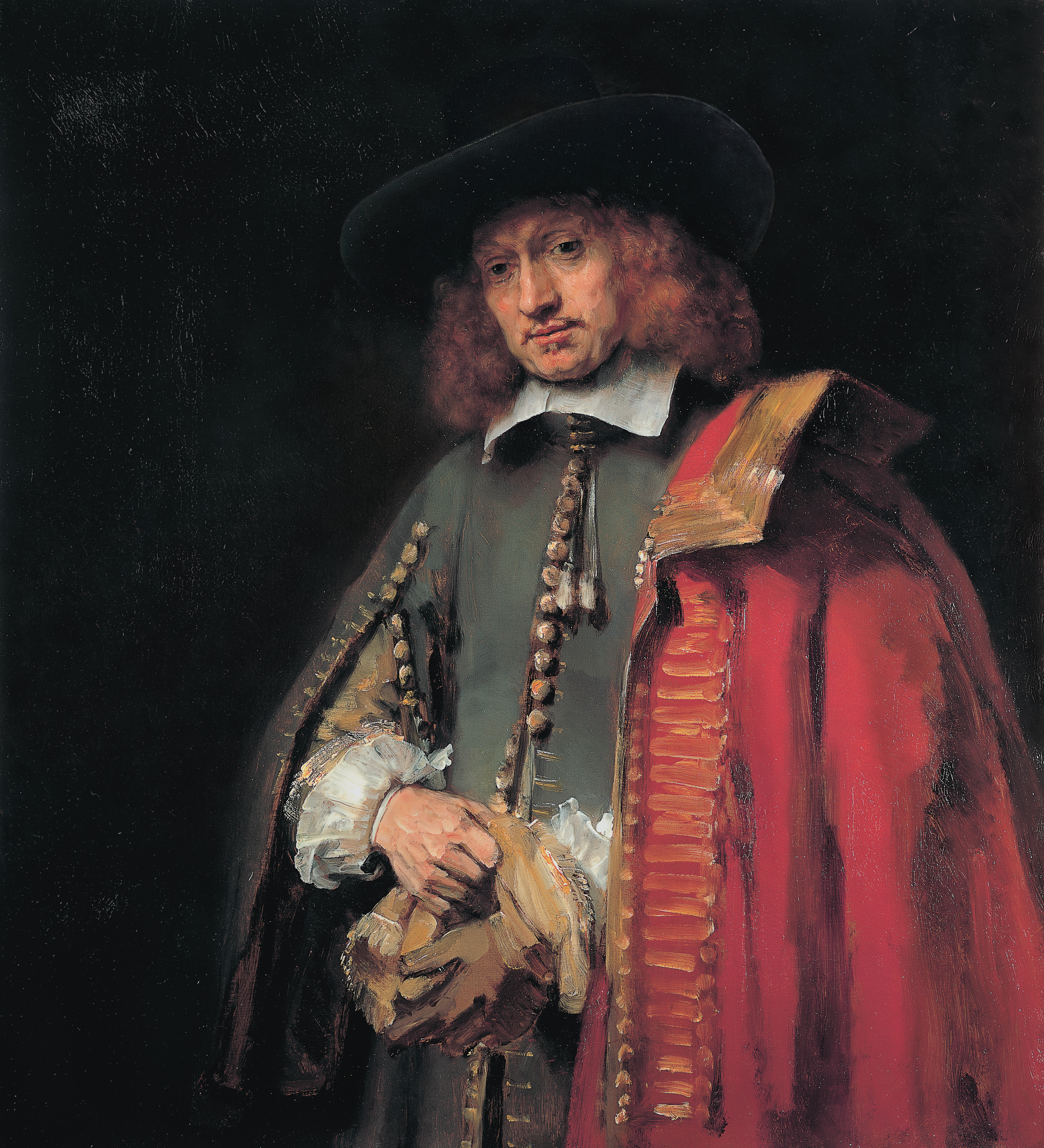
Rembrandts Porträt des Jan Six, (1654), "Collectie Six"

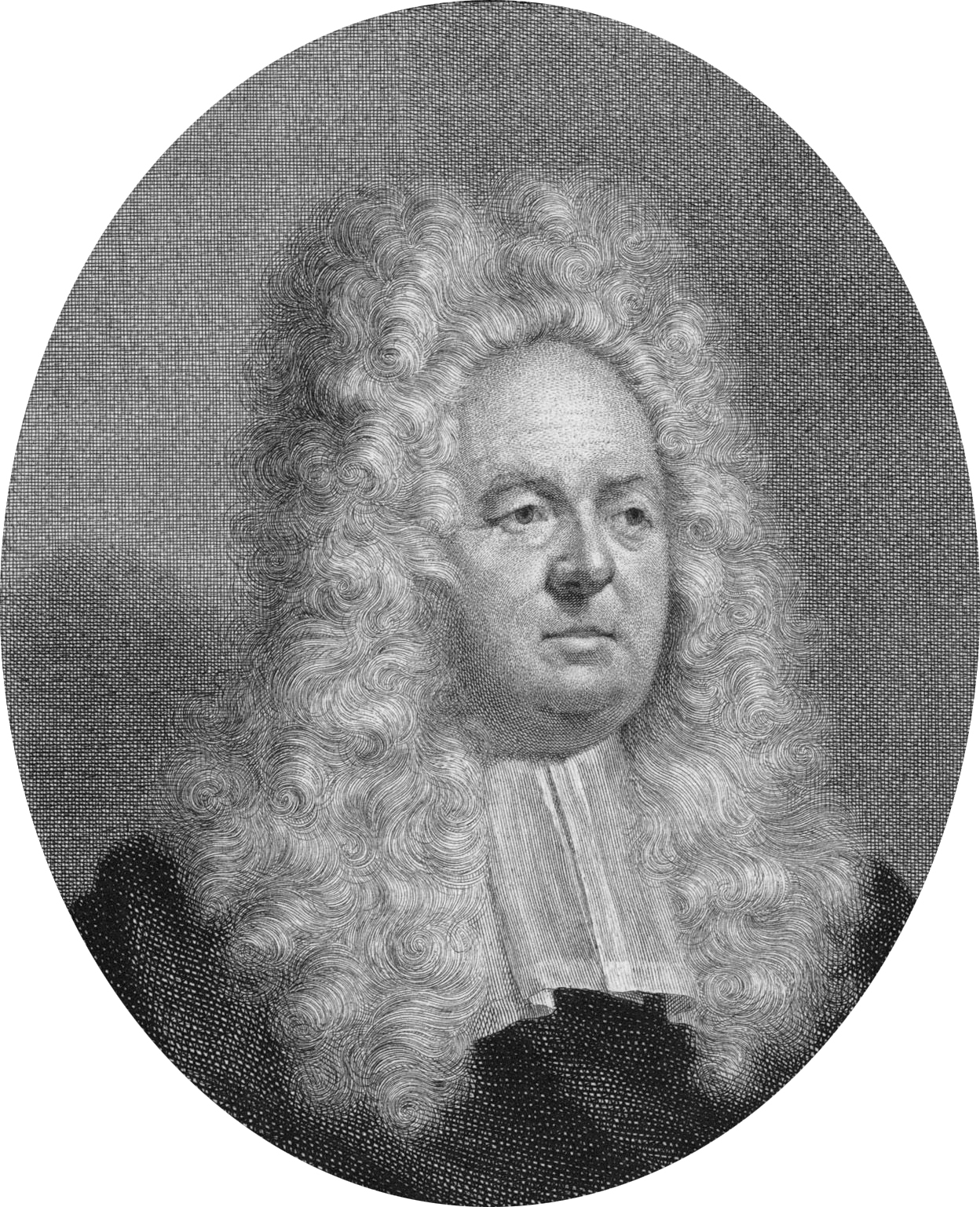
Jan (II) Six

Jeans Sohn Jan Six (1618–1700) kaufte 1666 die Herrlichkeit Hillegom, und dadurch fand der Name dieser Herrschaft in dessen der Familie einzug. Weiters führten er und seine Nachkommen die Titel Vrijheer van Wimmenum und heer van Vromade. Er war Bürgermeister von Amsterdam Mitglied, Kunstmäzen und Gründer der Amsterdamer „Collectie Six“. In den fortwährenden Auseinandersetzungen zwischen den Oranjegesinnten (Monarchisten) und Staatsgesinnten (Republikanern) lavierte sich die Familie Six (van Hillegom) mit wechselndem Erfolg hindurch.
1815 wurde Cornelis Charles Six van Oterleek mit dem vererbaren Prädikat Jonkheer in den Neuen Niederländischen Adel aufgenommen. 1820 wurde ihm und seinen Nachkommen der Titel eines Baron verliehen. 1841 wurde Hendrik Six, Ambachtsherr von Hillegom, aufgrund seines Wunsches und seiner angeblichen, aber nicht bewiesen Abstammung von dem Ritter Landry Six (1080 in Armentières genannt) mit dem Prädikat Jonkheer ebenfalls in den Neuen Niederländischen Adel aufgenommen.
1922 öffnete Jan Six, heer van Hillegom en Wimmenum (1857–1926), die bisherige rein private Collection Six, bestehend aus Familienportraits und anderen der Familie gehörenden Kunstwerken, für die Allgemeinheit.

## Familienmitglieder
- Jan Six (1618–1700), Herr von Vromade und Hillegom, Mitglied der Amsterdamer Stadtregierung, Schriftsteller, Kunstmäzen und Gründer der Amsterdamer „Collectie Six“
- Jan (II) Six, auch Jan Six van Hillegom (1668–1750), Herr von Hillegom und Vromade, Regent und Bürgermeister von Amsterdam
- Cornelis Charles Six van Oterleek (1772–1833), Herr von Oterleek und Laag-Teylingen, Finanzminister der Niederlande
- Willem Six (1829–1908), niederländischer Innenminister
- Jan Six (1857–1926), Archäologe und Kunsthistoriker
- Pieter Jacob Six (1894–1986), niederländischer Widerstandskämpfer während des Zweiten Weltkrieges
- Jan Six (* 1978), niederländischer Kunsthistoriker und Kunsthändler